# Épernay
Épernay /epɛʀˈnɛ/ è un comune francese di 24 999 abitanti situato nel dipartimento della Marna nella regione del Grande Est.

## Economia
La città è uno dei centri principali della regione di produzione del vino champagne, ospita infatti la Moët & Chandon che produce il rinomato Dom Pérignon. Nella biblioteca municipale è conservato il codice miniato dei Vangeli di Ebbone (IX secolo).

## Società

### Evoluzione demografica
Abitanti censiti

## Amministrazione

### Gemellaggi
- Ettlingen
- Clevedon
- Fada N'gourma
- Middelkerke
- Montespertoli
- Löbau